# Gomphidia leonorae
Gomphidia leonorae là loài chuồn chuồn trong họ Gomphidae. Loài này được Mitra miêu tả khoa học đầu tiên năm 1994.